# Green Mountain Boys
Die Green Mountain Boys war eine freiwillige militärische Einheit, die im Amerikanischen Unabhängigkeitskrieg gegen das Britische Weltreich (British Empire) kämpfte. Benannt sind sie nach den grünen Bergen, die Vermont seinen Namen gaben („Les verts Monts“).

## Geschichte
Die Green Mountain Boys entstanden aus einem Landkonflikt. Nach 1749 vergab Benning Wentworth, der britische Gouverneur von New Hampshire, Land im heutigen Vermont an jeden in einem Vergabesystem, bei dem er sich und seine Familie bereicherte. Nach dem Ende des Franzosen- und Indianerkrieges nahm die Siedlungstätigkeit dort stark zu. Die Provinz New York vergab ebenfalls hier Ländereien, oftmals überlappten sich diese mit den Vergaben durch die New Hampshire Colony. Dieses Problem wurde durch König Georg III. im Jahr 1764 entschieden, wobei er das Recht der Landvergabe New York zusprach (siehe: New Hampshire Grants). Die Green Mountain Boys wurden in der Folge am 24. Oktober 1764 gegründet und bestanden aus Milizionären, die geführt durch Ethan Allen sich gegen die New Yorker Kolonialherrschaft verteidigten.
Während der Amerikanischen Revolution kämpften die Green Mountain Boys gegen die Briten. In der Schlacht von Ticonderoga am 10. Mai 1775 erstürmten sie das britische Fort mit nur 85 Mann gegen 52 Verteidigende, ohne auch nur ernsthafte Verletzungen oder gar Verluste auf beiden Seiten gemacht zu haben. Dabei wurde auch nur ein einziger Schuss abgegeben. Weitere wichtige Einsätze hatten sie in der Schlacht von Bennington und der Schlacht von Hubbardton. Die Green Mountain Boys bildeten nach 1783 (Frieden von Paris) das Rückgrat der neuen Army of the Vermont Republic.
Erst im Jahr 1791 trat Vermont als 14. Staat den Vereinigten Staaten bei.
Als Nachfolger kann die Vermont National Guard bezeichnet werden, die im Übrigen die Flagge der Green Mountain Boys noch bis heute führt.

## Bekannte Mitglieder
- Ethan Allen – Militia-Anführer (General)
- Seth Warner – Militia-Anführer (Oberst) (Ethans Cousin)[1]
- Ira Allen – Militia-Anführer und Gründer der University of Vermont (Ethans Bruder)[2]
- Remember Baker – Captain (Ethans Cousin)[3]
- Ebenezer Allen – Lieutenant (Ethans Cousin)[4]
- Matthew Lyon – Second Lieutenant und späterer Congressman[5]
- Thomas Rowley – Dichter, Milizionär und Sprecher der „Bard of the Green Mountains“.[6]